# Archidiecezja Delhi
Archidiecezja Delhi (łac. Archidioecesis Delhiensis, ang. Archdiocese of Delhi) – rzymskokatolicka archidiecezja ze stolicą w Nowym Delhi w Terytorium Stołecznym Delhi, w Indiach. Arcybiskupi Delhi są również metropolitami metropolii o tej samej nazwie.

## Historia
13 września 1910 papież Pius X erygował archidiecezję Simla. 13 kwietnia 1937 papież Pius XI erygował archidiecezję Delhi i Simla. 4 czerwca 1959 papież Jan XXIII zmienił jej nazwę na archidiecezję Delhi.